# دریاچه ایمانتائو
دریاچه ایمانتائو (قزاقی: Имантау) یک دریاچه در استان قزاقستان شمالی کشور قزاقستان است.